# Ganga Zumba (filme)
Ganga Zumba é um filme brasileiro de 1964, realizado por Cacá Diegues. Ele retrata a vida do líder do Quilombo dos Palmares, Ganga Zumba.Quando este chegou ao poder o Quilombo já teria aproximadamente cem anos. Com música de Moacir Santos e interpretação de Nara Leão, com dança e rituais africanos realizados pelos Filhos de Gandhi, filmados em locações como era a proposta do Cinema Novo. No elenco, a participação do músico Cartola e Dona Zica da Mangueira.
Baseado no livro homônimo de João Felício dos Santos, Ganga Zumba, a história se inicia num engenho de cana-de-açúcar, no nordeste brasileiro no século XVI, quando negros fugiam dos senhores portugueses e fundavam aldeias, com destaque para o Quilombo de Palmares, situado na Serra da Barriga. Entre eles, se encontrava o jovem Ganga Zumba, neto do rei dos Palmares e futuro líder  daquela comunidade.

## Elenco[3]
- Antônio Pitanga...Ganga Zumba / Antão (creditado como Antonio Sampaio)
- Léa Garcia...Cipriana
- Eliezer Gomes...Anoroba ou Sororoba
- Luíza Maranhão...Dandara
- Jorge Coutinho	...Santarém
- Tereza Raquel...Clotilde, a Senhora do Pieró
- Cartola...Salustiano
- Zózimo Bulbul
- Procópio Mariano
- Waldir Onofre
- Ruy Polanah
- Álvaro Pérez
- José Scandal
- Rui Solberg

## Sinopse
Num engenho de cana-de-açúcar na Capitania de Pernambuco, no século XVII, Antão é um jovem escravo concebido nos porões do navio negreiro que trouxe sua mãe cativa para a colônia portuguesa do Brasil. Quando cresce, é lhe contado que sua mãe (já falecida) era rainha e que ele está destinado a ser Ganga Zumba, rei africano. O escravo veterano e sábio Sororoba lhe conta também sobre Palmares, um reino livre escondido na serra e protegido pelo orixá Oxóssi, formado por escravos fugitivos. O rei daquele lugar, Zambi, que está em guerra constante contra os brancos, acabara de perder o filho e agora quer que Ganga Zumba venha para ocupar o lugar de novo líder. Sororoba e Terêncio preparam a fuga com a ajuda de um guia enviado por Zambi, e Antão vai com eles levando a amante Cipriana, que o ajudara a matar um malvado feitor. No caminho, são vistos pelos senhores brancos da vizinha fazenda Pieró, que são mortos quando atiram em Terêncio. Apenas a mucama da senhora, a mulata Dandara, é poupada por atrair Antão. Mas quando chegam ao rio, o grupo não encontra o barco dos guerreiros de Zambi que serviria para a travessia. Agora eles devem construir uma jangada para continuar enquanto os perseguidores, comandados pelo capitão-do-mato Tolentino da Rosa, se aproximam para o confronto.

## Ligação Externa
- Análise do Filme Acessado m 6-4-14 - Nesse texto, porém, a personagem de Léa Garcia e chamada de Rosa, o que parece ser uma confusão com o nome do capitão-do-mato, Tolentino da Rosa